# 吉托·貝伯

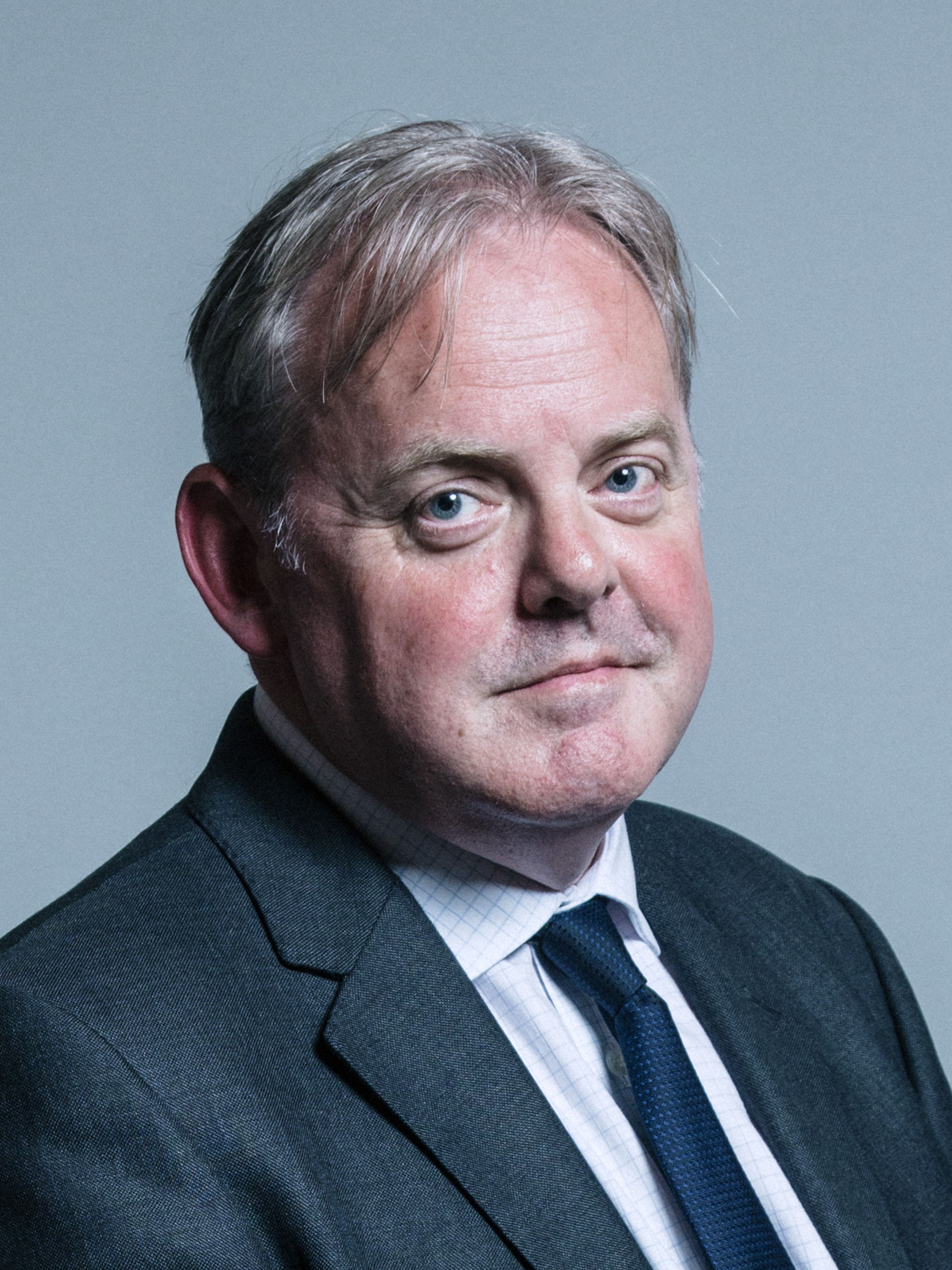

吉托·貝伯（Guto Bebb，1968年10月9日—）是一位威爾斯政治人物，黨籍原是保守黨，2019年9月因議會表決時不支持同黨首相鮑里斯·強森的脫歐提案，因而被開除黨籍。自2010年開始，他擔任艾伯康威選區選出的英國下議院議員。他是保守黨內集團以色列之友的成員。